# Tabasalu
Tabasalu je městečko v estonském kraji Harjumaa, samosprávně patřící do obce Harku, jejímž je administrativním centrem.